# Gortyna aurantiaca
Gortyna aurantiaca là một loài bướm đêm trong họ Noctuidae.